# Myotis findleyi
Myotis findleyi is een zoogdier uit de familie van de gladneuzen (Vespertilionidae). De wetenschappelijke naam van de soort werd voor het eerst geldig gepubliceerd door Bogan in 1978.

## Voorkomen
De soort komt voor in Mexico.